# Couvent des Récollets de Melun
Le couvent des Récollets de Melun est un couvent catholique située à Melun, en France.

## Localisation
Le couvent est situé dans le département français de Seine-et-Marne, dans la commune de Melun.

## Historique
L'édifice est inscrit au titre des monuments historiques en 1994.
Selon le Groupe hospitalier Sud Île-de-France, ancien propriétaire du site, le couvent des Récollets de Melun date de 1606. À l'époque, il est approuvé par Henri IV, mais la première pierre sera posée en 1616 par Louis XIII. C'est dans le bâtiment de cet ordre religieux mendiant - qui dépend des Franciscains - que s'installera d'ailleurs l'hôpital de Melun en 1793. À l'origine, le terrain avait été donné par un noble local et les bâtiments seront agrandis en 1682 avec la construction de dortoirs et de l'escalier d'honneur. La construction du cloître - en partie démoli en 1958 - remonte quant à elle au début du XVIIIe siècle. Toujours selon les archives du GHSIF, la chapelle a été reconstruite après un incendie en 1760. A la Révolution, le couvent sera transformé en hôpital et la chapelle accueillera alors les malades. Sous le Directoire, en 1798, le bâtiment retrouve une dimension spirituelle avec l'installation des sœurs de la Charité qui y resteront jusqu'en 1905. La chapelle a une nouvelle fois été restaurée en 1862/63 avec la pose d'une pierre tombale provenant d'un autre monastère des environs. De nouveaux bâtiments seront construits et d'autres terrains viendront ensuite s'agréger au site pour devenir l'ancien site de l'Hôpital Marc-Jacquet, à cheval sur Melun et Vaux-le-Pénil.